# Araneus caballo
Araneus caballo este o specie de păianjeni din genul Araneus, familia Araneidae, descrisă de Levi, 1991. Conform Catalogue of Life specia Araneus caballo nu are subspecii cunoscute.